# Rheinische Friedrich-Wilhelms-Universiteit
De Rheinische Friedrich-Wilhelms-Universität is een universiteit in Bonn, die werd opgericht op 18 oktober 1818. Zij is een van de grootste universiteiten van Duitsland, en telt ongeveer 30.000 studenten en ruim 7000 medewerkers. Stichter en naamgever was koning Frederik Willem III van Pruisen.

## Faculteiten
De universiteit heeft faculteiten voor:
- theologie (twee: een katholieke en een protestantse)
- rechten
- medicijnen
- filosofie
- wiskunde en natuurwetenschappen
- economie

## Nobelprijzen
Aan vier wetenschappers verbonden aan de universiteit is een Nobelprijs toegekend:
- Philipp Lenard: Natuurkunde 1905
- Otto Wallach: Scheikunde 1910
- Wolfgang Paul: Natuurkunde 1989
- Reinhard Selten: Economie 1994

Aken · Augsburg · Bamberg: Otto-Friedrich · Bayreuth · Berlijn (Vrije Universiteit · Humboldt · Technische Universiteit · Kunsten) · Bielefeld · Bochum · Bonn · Braunschweig · Bremen (Universiteit Bremen · Jacobs University) · Chemnitz · Clausthal · Cottbus-Brandenburg · Darmstadt · Dortmund · Dresden · Duisburg-Essen · Düsseldorf: Heinrich Heine · Eichstätt-Ingolstadt · Erfurt · Erlangen-Neurenberg: Friedrich-Alexander · Frankfurt am Main · Frankfurt an der Oder: Europa · Freiberg · Freiburg · Gießen · Göttingen: Georg August · Greifswald: Ernst Moritz Arndt · Hagen · Halle-Wittenberg: Martin Luther · Heidelberg: Ruprecht Karls · Hamburg (Hamburg · HafenCity · Hamburg-Harburg · Helmut Schmidt) · Hannover (Hannover · Medische Hogeschool) · Hildesheim · Hohenheim · Ilmenau · Jena: Friedrich Schiller · Kaiserslautern · Karlsruhe · Kassel · Keulen · Duitse Sporthogeschool Keulen · Kiel: Christian Albrechts · Koblenz-Landau · Konstanz · Leipzig · Lübeck · Lüneburg: Leuphana · Magdeburg: Otto von Guericke · Mainz: Johannes Gutenberg · Mannheim · Marburg: Philipps · München (Ludwig Maximilians · Technische Universiteit · Oekraïense Vrije Universiteit · Universiteit van het Bondsleger) · Münster · Oldenburg: Carl von Ossietzky · Osnabrück · Paderborn · Passau · Potsdam · Regensburg · Reutlingen · Rostock · Saarbrücken · Siegen · Stuttgart · Trier · Tübingen: Eberhard-Karls · Ulm · Vechta · Weimar: Bauhaus · Witten: Herdecke · Wuppertal · Würzburg: Julius Maximilians
Barcelona (Pompeu Fabra) ·
Berlijn (FU) ·
Bologna ·
Genève (IHEID) · 
Helsinki ·
Kopenhagen ·
Krakau ·
Leiden ·   
Leuven ·
Lissabon ·
Luxemburg ·
Madrid (Complutense) ·
München ·
Oxford · 
Parijs (Panthéon-Sorbonne) · 
Praag · 
St Andrews